# Fronteira Butão–China
A fronteira entre o Butão e a China é uma linha sinuosa de 470 km de extensão, sentido sul-norte-leste, que separa o norte do Butão da província do Tibete, China. Estende-se entre duas fronteiras triplas formadas pelos dois países com a Índia. Fica nas proximidades dos paralelos 28º e 29º N,  na parte leste do Himalaia e abriga o monte Kula Kangri, que segundo algumas fontes é o ponto culminante do Butão (segundo outras é o Gangkhar Puensum). 
Esta fronteira encontra-se completamente fechada desde 1962, na sequência de uma disputa não resolvida entre os dois países. Doklam, região localizada na tríplice junção entre ambos e a Índia, está no centro dessa disputa territorial.
Desde meados da década de 2010, a China segue uma política de colonização ilegal no Butão, estabelecendo aldeias povoadas por cidadãos chineses, independentemente da fronteira..

## Disputa fronteiriça
O Reino do Butão e a República Popular da China não mantêm relações diplomáticas oficiais e as relações têm sido historicamente tensas.
A fronteira do Butão com o Tibete nunca foi oficialmente reconhecida e demarcada. Por um curto período de tempo, a República da China sustentou oficialmente uma reivindicação territorial sobre algumas partes do Butão, que foi mantida mesmo após a tomada de poder na China continental pelo Partido Comunista da China durante a Guerra Civil Chinesa. Com o aumento de soldados do lado chinês na fronteira sino-butanesa, após o Acordo de Dezessete Pontos entre o governo tibetano local e o governo central da República Popular da China, o Butão retirou seu representante de Lhasa.
A rebelião tibetana de 1959 e a chegada do décimo quarto Dalai Lama à vizinha aliada Índia tornaram necessário estabelecer segurança na fronteira sino-butanesa. Estima-se que 6.000 tibetanos fugiram para o Butão e receberam asilo, embora o país posteriormente tenha fechado sua fronteira com a China, temendo que mais refugiados chegassem.
Em 1998, China e Butão assinaram um acordo bilateral para manter a paz na fronteira. No acordo, a China afirmou seu respeito pela soberania e integridade territorial do Butão, e ambos os lados buscaram construir laços com base nos Cinco Princípios da Coexistência Pacífica. No entanto, a construção de estradas pela China no que o Butão afirma ser território butanês, supostamente em violação do acordo de 1998, causou algumas tensões.